# 史蒂夫·帕里
史蒂夫·帕里（英語：Steve Parry，1977年3月2日—），英国男子游泳运动员。他曾代表英国参加2000年和2004年夏季奥林匹克运动会游泳比赛，其中2004年奥运会获得一枚铜牌。